# Coccyzus
Coccyzus is een geslacht van vogels uit de familie koekoeken (Cuculidae). Het geslacht telt 13 soorten.

## Soorten
- Coccyzus americanus  – Geelsnavelkoekoek
- Coccyzus erythropthalmus  – Zwartsnavelkoekoek
- Coccyzus euleri  – Witbuikkoekoek
- Coccyzus ferrugineus  – Kokoskoekoek
- Coccyzus lansbergi  – Grijskopkoekoek
- Coccyzus longirostris  – Hispaniolahagediskoekoek
- Coccyzus melacoryphus  – Kleine mangrovekoekoek
- Coccyzus merlini  – Cubaanse hagediskoekoek
- Coccyzus minor  – Mangrovekoekoek
- Coccyzus pluvialis  – Regenkoekoek
- Coccyzus rufigularis  – Mantero
- Coccyzus vetula  – Jamaicaanse hagediskoekoek
- Coccyzus vieilloti  – Puertoricaanse hagediskoekoek